# Ivan Sesar
Ivan Sesar (* 29. srpna 1989, Mostar, SFR Jugoslávie) je bosenský fotbalový záložník a reprezentant, který hraje od roku 2020 v klubu NK Rudeš. Je to univerzální středopolař, může hrát na tomto postu ofenzivně i defenzivně.
Má i chorvatský pas.

## Klubová kariéra
Sesar je odchovancem bosenského klubu NK Široki Brijeg, odkud ještě v mládežnickém věku odešel do chorvatského celku NK Záhřeb, v jehož dresu debutoval v profesionálním fotbale. Sezónu 2009/10 strávil ve slovinském mužstvu FC Koper, s nímž vyhrál domácí ligový titul.
Poté působil postupně v záhřebském týmu NK Lokomotiva (Chorvatsko), bosenském FK Sarajevo, Elazığsporu (zde hostoval) a Akhisar Belediyesporu (oba Turecko).
Od léta 2014 byl bez angažmá. V únoru 2015 se stal posilou slovenského týmu DAC Dunajská Streda, kde dělal tou dobou technického ředitele bývalý chorvatský fotbalista Aljoša Asanović. Angažmá zprostředkovala jeho dcera Anamaria, která se z Ivanem Sesarem dobře zná. Hráč podepsal smlouvu na 2,5 roku.

## Reprezentační kariéra
V bosenském reprezentačním A-mužstvu debutoval 15. 8. 2012 pod trenérem Safetem Sušićem v přátelském utkání v Llanelli proti domácímu týmu Walesu (výhra 2:0).